# سعید شریعتی

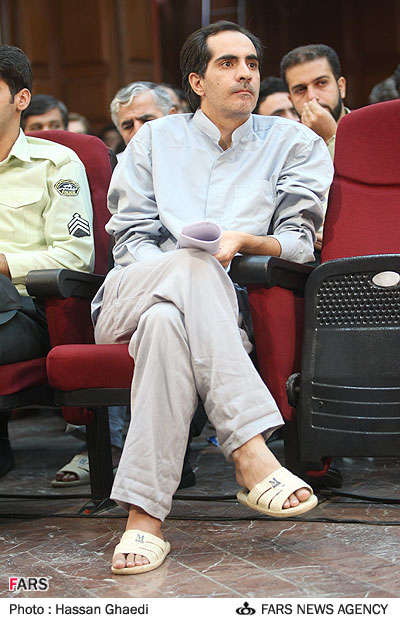
شریعتی در «دادگاه متهمان به کودتای مخملی

سعید شریعتی (۱۳۵۱- تهران) فارغ‌التحصیل دبیرستان علامه حلی تهران و از فعالان سیاسی و اعضای شورای مرکزی جبهه مشارکت ایران اسلامی است
او فرزند حاج رضا شریعتی از کسبه و بازاریان قدیمی تجریش و از سمت مادر نوهٔ حاج محمدحسن رضوانی از معتمدین و بزرگان سابق شهر بسطام می‌باشد.

## انتخابات ریاست جمهوری ۱۳۸۸
سعید شریعتی از حامیان میرحسین موسوی در انتخابات دهم ریاست جمهوری است که پس از اعتراضات به نتایج انتخابات ریاست جمهوری دهم ایران بازداشت و در دادگاه متهمان حوادث پس از انتخابات محاکمه شد. متن دفاعیه سعید حجاریان نیز توسط وی در جلسه دادگاه با موافقت قاضی خوانده شد.